# 에디 브리켈
에디 브리켈(Edie Arlisa Brickell, 1966년 3월 10일 ~ )은 미국의 싱어송라이터이다.